# Agalliopsis
Agalliopsis är ett släkte av insekter. Agalliopsis ingår i familjen dvärgstritar.

## Dottertaxa tillAgalliopsis, i alfabetisk ordning[1]
- Agalliopsis abietaria
- Agalliopsis acuminata
- Agalliopsis acuta
- Agalliopsis agrestis
- Agalliopsis ancistra
- Agalliopsis ancoralis
- Agalliopsis angularis
- Agalliopsis anomala
- Agalliopsis appendiculata
- Agalliopsis atahualpa
- Agalliopsis atricollis
- Agalliopsis balli
- Agalliopsis basispina
- Agalliopsis bicuspidata
- Agalliopsis bifida
- Agalliopsis bilingua
- Agalliopsis brunnea
- Agalliopsis bulbata
- Agalliopsis cervina
- Agalliopsis cincta
- Agalliopsis clavata
- Agalliopsis clitellaria
- Agalliopsis coluber
- Agalliopsis conformis
- Agalliopsis cuculla
- Agalliopsis curiche
- Agalliopsis decis
- Agalliopsis dirhachis
- Agalliopsis disparilis
- Agalliopsis distincta
- Agalliopsis dubiosa
- Agalliopsis elegans
- Agalliopsis emulata
- Agalliopsis exilis
- Agalliopsis falx
- Agalliopsis fasciatus
- Agalliopsis fissa
- Agalliopsis fistulata
- Agalliopsis flagellata
- Agalliopsis florida
- Agalliopsis furcata
- Agalliopsis furtiva
- Agalliopsis fuscosignata
- Agalliopsis gavia
- Agalliopsis gracilis
- Agalliopsis grandis
- Agalliopsis hamata
- Agalliopsis hamatilis
- Agalliopsis harpago
- Agalliopsis horrida
- Agalliopsis huachucae
- Agalliopsis hydra
- Agalliopsis iacula
- Agalliopsis imitans
- Agalliopsis imitator
- Agalliopsis imparsumma
- Agalliopsis inscripta
- Agalliopsis lamboa
- Agalliopsis lamellaris
- Agalliopsis longipennis
- Agalliopsis maculata
- Agalliopsis magnifica
- Agalliopsis majesta
- Agalliopsis minor
- Agalliopsis minuta
- Agalliopsis moesta
- Agalliopsis morai
- Agalliopsis neocervina
- Agalliopsis neopepino
- Agalliopsis novellina
- Agalliopsis novellus
- Agalliopsis novoae
- Agalliopsis oculata
- Agalliopsis ornata
- Agalliopsis ornaticollis
- Agalliopsis pallidipennis
- Agalliopsis parkeri
- Agalliopsis patula
- Agalliopsis peneoculata
- Agalliopsis pepino
- Agalliopsis peruviana
- Agalliopsis pulchella
- Agalliopsis puntana
- Agalliopsis quadrifibra
- Agalliopsis reflexa
- Agalliopsis rex
- Agalliopsis sagittata
- Agalliopsis saxosa
- Agalliopsis scortea
- Agalliopsis serpula
- Agalliopsis sexspinata
- Agalliopsis similis
- Agalliopsis sonorensis
- Agalliopsis spinosa
- Agalliopsis spira
- Agalliopsis stella
- Agalliopsis superba
- Agalliopsis talpa
- Agalliopsis tenella
- Agalliopsis texella
- Agalliopsis tincta
- Agalliopsis trispinata
- Agalliopsis tropicalis
- Agalliopsis variabilis
- Agalliopsis vellana
- Agalliopsis vicosa
- Agalliopsis virgator
- Agalliopsis vittata
- Agalliopsis vonella
- Agalliopsis zenestra
- Agalliopsis zurquiensis